# Yitshaq Navon
Yitshaq Navon (Jerusalem, 9 d'abril de 1921 - Jerusalem, 6 de novembre de 2015) fou un escriptor i polític, cinquè President d'Israel entre 1978 i 1983, primer jueu sefardita —no centreeuropeu— en ocupar un alt càrrec polític a Israel. Va escriure nombrosos llibres, entre ells l'obra de teatre titulada 'Bustan Sefardi' ('Jardín Sefardí'), en ladino o judeocastellà, que tracta sobre la vida dels jueus sefardites a principis del segle xx.